# Курто, Луиза
Луиза Перина Курто (фр. Louisa Perina Courtauld, 1729[…], Moncoutant — 1807[…], Англия) — английский серебряных дел мастер французского происхождения.

## Биография
Луиза была младшей дочерью в семье гугенотов из Сигурне в Пуату, Франция. Её родители — ткач шёлка из Франции Пьер Абраам Ожье и его жена Катрин Рабо. Когда Луиза была маленькой, её семья переехала в Лондон, где впоследствии сложилась карьера Луизы. Дом её семьи по адресу Принслет-стрит, 19, «кирпичное здание», построенное в 1719 году, был сохранён как музей иммиграции и многообразия.
В возрасте двадцати лет Луиза вышла замуж за Самюэля Курто, сына Огюстена Курто, кузнеца по металлу гугенотского происхождения. От него у неё было восемь детей, хотя выжили только четверо, а их сын Жорж, отданный в 1761 году в ученики к мастеру по плетению шёлка, положил начало текстильной компании Courtaulds.

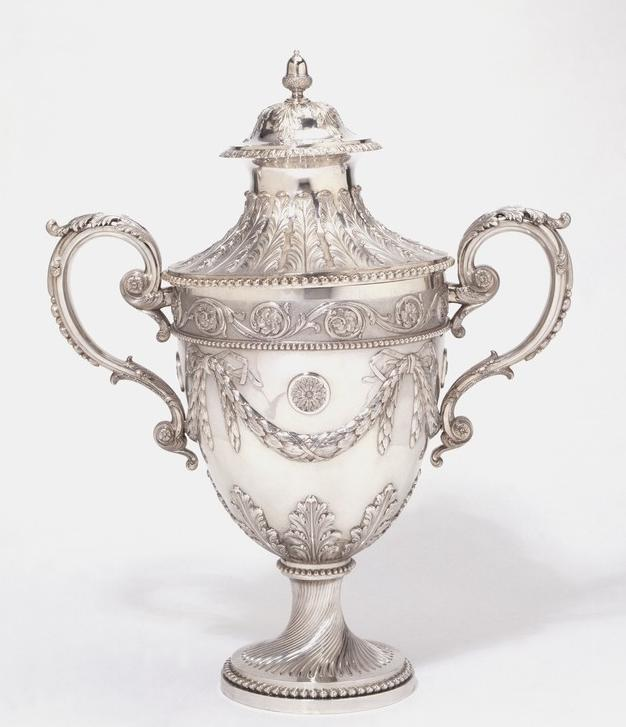
Кубок с крышкой, 1771—1772
(с отличительным знаком), работа Луизы Курто и Джорджа Коулза; Музей Виктории и Альберта № 804:1, 2-1890

Они вели успешный бизнес вплоть до смерти Самюэля Курто в 1765 году. Её собственный отличительный знак был зарегистрирован в Goldsmiths’ Company около 1766 года. После смерти мужа она унаследовала бизнес и продолжала управлять им самостоятельно до 1769 года. Несколько лет спустя она взяла Джорджа Коулза, который был старшим подмастерьем, в деловые партнёры. В 1777 году её сын, Самюэль Курто II, сменил Коулза на этом посту, и они зарегистрировали новый совместный отличительный знак. Это соглашение длилось три года; когда оно закончилось, они закрыли бизнес, и он был продан Джону Хендерсону. Самюэль переехал в Америку, а Луиза вышла на пенсию и переехала в Эссекс.
Фирма Курто была известна высоким качеством своих товаров. Луиза и её муж прославились благодаря изделиям из серебра в популярном в то время французском стиле рококо. Однако ко времени её сотрудничества с Коулзом вкусы сместились в сторону неоклассицизма, и компания соответствующим образом изменила свою продукцию.
Свёкор Курто, Огюстен Курто, учился у Саймона Пантена, чья дочь Элизабет Годфри стала вместе с Курто одной из немногих выдающихся женщин — серебряных дел мастеров в Лондоне XVIII века.
Портрет Луизы Курто был написан, возможно, Иоганном Цоффани, чьими заказчиками были члены британской королевской семьи. Более вероятно, что этот портрет написал Натаниэль Дэнс-Холланд.
Будучи вдовой, Луиза Курто, возможно, жила в коттедже за домом Джозефа Пристли недалеко от Клэптон-сквер на углу Клэптон-пассаж и Лоуэр-Клэптон-роуд в Хакни. Также есть сведения, что она проживала в Клэптоне, графство Эссекс. В её последней воле и завещании, утверждённом 27 января 1807 года, она указана как «Луиза Перина Курто, вдова Сент-Джона Хакни, Миддлсекс». Первоначально она была похоронена в склепе Церкви Христа, Спиталфилдс, Восточный Лондон. Однако после масштабных археологических раскопок в склепе церкви Спиталфилдс в 1980-х годах, перед реставрацией церкви, её тело было извлечено и исследовано. Её останки были перезахоронены в церкви Госфилд в Эссексе в 2002 году.